# Всеукраинская редакция «Истории фабрик и заводов»
Всеукраинская редакция «Истории фабрик и заводов» — редакция, созданная в ноябре 1931 года. В её задачу входила координация сотрудничества учёных, писателей и журналистов для подготовки книг об истории промышленных предприятий.
Идея написания серии книг на фабрично-заводскую тематику появилась задолго до создания Всеукраинской редакции, поэтому благодаря энтузиазму рабочих корреспондентов, учёных, журналистов, хозяйственников, местных истпартов, истпрофов и особенно любителей-краеведов в 1920-е годы на полках библиотек появились издания по истории завода «Арсенал» (Киев), Днепрогэса (Запорожье), Брянского завода (Екатеринослав), бывшего кожевенного завода Шленкера (Бердичев, Харьков), тракторного завода и других. Советский военный и партийный деятель, а также журналист Константин Афанасьевич Гудок-Еремеев (1897-1943) в книге, изданной в Москве, рассказал о жизни, быте и труде шахтёров треста «Донбассантрацит» Краснолучского района (существовал 1923—1932 и 1959—1962 годах) и назвал её «Донбасс героический». В июне 1931 года Всеукраинское бюро краеведения и Технический музей в Харькове выступили с предложением изучить историю местных предприятий: «Серп и молот», «Свет шахтёра», электротехнического завода, а также «Донсоды» в Донбассе.
Главой стал председатель Всеукраинского совета профсоюзов Михаил Чувырин. В неё вошли представители общественности, партийные деятели, работники профсоюзов и комсорга, журналисты, писатели. А именно: Владимир Чернявский, Роман Терехов, Александр Бойченко, Иван Микитенко, Иван Кириленко, Пётр Панч, Павел Усенко и другие. Всего редакторская группа состояла из 21 человека.
Всеукраинская редакция начала работу по созданию рабочего аппарата, образование на местах областных и заводских комиссий, редколлегий, авторских коллективов, групп содействия, определение первоочередных объектов для изучения и написания книг. В конце 1931 года издательство «Украинский рабочий» выпустило 25-тысячным тиражом брошюру с материалами о подготовке истории промышленных предприятий.
Максим Горький в письме к Павлу Постышеву писал в 1932 году: «Я должен просить Вас найти время для того, чтобы изменить существующее на Украине отношение к работе по истории заводов. Украина у нас самый слабый, отстающий, неорганизованный участок. Объясняется это, видимо, не столько общей обстановкой, сколько тем, что, во-первых, не обратили и не обращалось внимания на историю заводов, и, во-вторых, полной непригодностью Всеукраинской редакции. К тому же до сих пор по некоторым предприятиям еще не утверждены центральные редколлегии, а по другим и утвержденные не работают».
В апреле 1934 года Всеукраинская редакция и Союз писателей Украины обсудили пути преодоления трудностей и недостатков в работе при подготовке соответствующих книг, в то же время отмечалась плодотворная работа над запланированными изданиями писателей: Якова Баша, Григорий Яковенко, Игоря Муратова, Ильи Гонимова, Самуила Радугина, Андрея Григорьева, Николая Ледянко, Андрея Клоччя, Петра Радченко и других. В сентябре 1934 года состав Всеукраинской редакции был обновлён, однако работа велась медленными темпами. В средине 1930-х годов она начала сворачиваться, а 1937—1938 годы совсем прекратилась.